# 蘇杜雷
蘇杜雷（法語：Soudouré）是尼日西部的一個村莊。它位於首都尼亞美西北部的尼日河沿岸。它位於尼亞美首都區。
蘇杜雷是哈馬尼·迪奧里的出生地，他曾於1960年至1974年擔任尼日獨立後的首任總統。